# Шафранка червона
Шафранка червона (Crocothemis erythraea) — вид бабок родини справжніх бабок (Libellulidae).

## Поширення
Вид поширений в Європі, Африці, Західній та Середній Азії на схід до Китаю. В Україні рідкісний вид, трапляється в Закарпатській, Одеській, Херсонській, Запорізькій, Дніпропетровській та Івано-Франківській областях.

## Опис
Тіло завдовжки 26—45 мм, черевце 18—33 мм, заднє крило 23—33 мм. Розмах крил 55—65 мм. Задній край передньоспинки з невеликим серединним виступом. На IX сегменті черевця є бічне реберце. Забарвлення ніг червоне або буре. Птеростигма рудувата або жовта, близько 3,5 мм завдовжки. Черевце розширене і сплощене. Зазвичай, в основі крил є широкі прозорі жовті плями. Верхівки крил і їхній костальний край безбарвні. Молоді особини обох статей з ледь помітними кремово-білими доплечевими смугами на грудях. Забарвлення дорослих самців яскраво-червоне. Забарвлення тіла самиць жовтувато-коричневе. Для них характерна наявність широкої темної серединної лінії на черевці, що перетинається короткими «перекладинами», але не утворюють гратчастого малюнка.